# Beleg en ontzet van Huissen
Met het beleg en ontzet van Huissen wordt zowel een historische belegering van de stad Huissen in het jaar 1502 bedoeld als een jaarlijks folkloristisch feest dat deze sindsdien herdenkt. Het beleg van Huissen begon op 26 mei 1502 en het ontzet volgde een maand later, omstreeks 26 juni 1502, en ging vooraf aan de Gelderse oorlogen.

## Voorgeschiedenis

### De situatie van Huissen in 1502

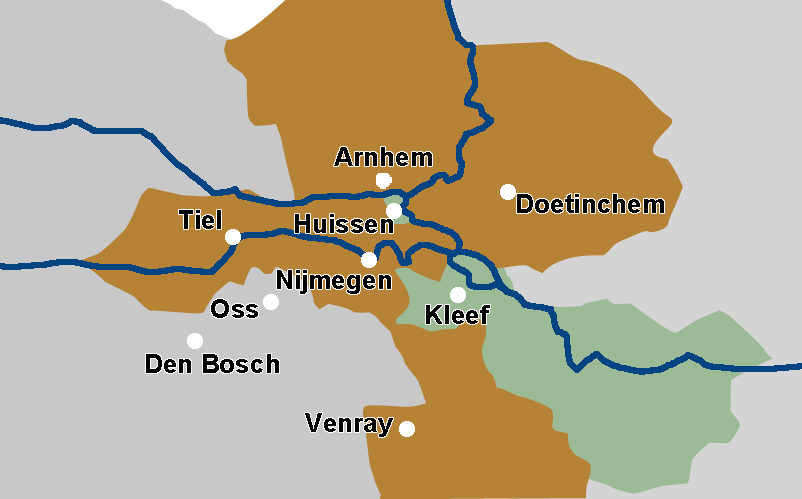
De kaart van Huissen en omgeving in 1502. Het bruine gedeelte geeft aan het Hertogdom Gelre aan de groene gebieden het hertogdom Kleef. Zo is goed te zien hoe Huissen ingesloten was.

In het jaar 1502 was de stad Huissen in handen van het Hertogdom Kleef. Daarnaast maakte ook een deel van de Liemers, Malburgen en de Kleefse Waard onderdeel uit van het hertogdom. De wijde omgeving van Huissen behoorde tot het Hertogdom Gelre, Huissen vormde dus met buurtschap Malburgen een enclave binnen het Hertogdom Gelre. Het hertogdom Kleef, onder leiding van Hertog Johan II van Kleef, was nog steeds in oorlog met het Hertogdom Gelre nadat die laatste het gebied had teruggewonnen op de Bourgondische overheersing, die een verbond hadden met Kleef, na de Gelderse Onafhankelijkheidsoorlog. 
Mede omdat de Nederrijn vlak langs de stad Huissen liep, was de enclave van strategische waarde voor Gelre. Het was hem dan ook een doorn in het oog dat dit gebied midden in zijn hertogdom behoorde tot zijn vijand. Daarnaast belemmerde de tol die Kleef hief op het verkeer op de Rijn de handelsbelangen van Gelre.

### Voorbereiding
Na de terugtrekking van het Kleefse leger in de Gelderse onafhankelijkheidsoorlog in 1499, was het al een aantal jaar rustig tussen de twee mogendheden. Gelre was bezig met het opzetten van een leger. Nadat dit door Kleefse zijde werd opgemerkt ontstond enige ongerustheid. Deze probeerde Gelre te bedaren door te beweren geen aanval op Kleefs grondgebied te willen doen en een verordening in te stellen die luidde: Elke Gelderse die iemand uit het Kleefse land wat zou aandoen of beschadigen, zou zwaar worden gestraft. Dit nam de ongerustheid bij de Kleefse bestuurders enigszins weg.

### Bliksemactie van Gelre voorjaar 1502
In het voorjaar van 1502 waren de Gelderse troepen gereed om Huissen in te nemen. Het plan van Gelre was om door middel van een bliksemactie met de troepen de openstaande stadspoorten van Huissen binnen de lopen. Maar de komst van het leger werd opgemerkt en de poorten werden gesloten. Dit kwam voor het Gelderse leger als verrassing en het trok verder. Op vragen over zijn actie ontkende Karel nogmaals dat hij kwaad in zin had en beweerde dat hij op weg was om Jacob I van Bronckhorst-Batenburg af te straffen. Van Batenburg, een familielid van Karel, die woonde op Kasteel Anholt was twee jaar eerder in onmin geraakt met Karel en was sinds 1501 een openbare vijand. Hij zou recent niet aan zijn verplichtingen hebben voldaan.

#### Afleidingsmanoeuvre bij Anholt
Met datzelfde leger trok hij door en bij Anholt viel hij het Kleefse land binnen. Dit was een afleidingsmanoeuvre voor de aanval op Huissen.

### Tweede verrassingsaanval
Gelderse troepen probeerden vervolgens Huissen te veroveren door middel van een tweede verrassingsaanval. Men dacht dat mede door de afleidingsmanoeuvre het redelijk gemakkelijk zou moeten zijn de enclave te veroveren. Maar de Kleefse mogendheden hadden Huissen inmiddels vanuit Emmerik voorzien van wapens en een kleine troepenmacht. Daarnaast was de stad inmiddels voorzien van meer dan voldoende voedsel. Door de bewapening van Huissen lukte het de stad om stand te houden.

## Het beleg van Huissen
Doordat de verrassingsaanval mislukt was besloot Gelre over te gaan op het beleg van Huissen. Gelre belegerde en beschoot de stad. Omdat Huissen voorbereid was op een aanval was er voldoende voedsel voorradig om de belegering voorlopig uit te houden, en omdat de gelderse troepen uitgegaan waren van een verrassingsaanval hadden zij op den duur een tekort aan voedsel, en verzwakte drastisch. Het beleg zou uiteindelijk bijna een maand duren.

## Het ontzet van Huissen
De aanval en het beleg zorgden voor grote woede bij de Kleefse autoriteiten. Men sprak dan ook van een laffe en verraderlijke overval. De steden Emmerik, Rees,en Wesel verzamelden als eerste burgers in Emmerik, terwijl ook nog Kleefse troepen onderweg waren om zich bij hen te voegen.
Deze troepen zouden onder leiding staan van de Graaf van Kleef, die hiervoor het hoofdkwartier in Emmerik had ingericht. De woede onder de soldaten/burgers van Emmerik, Rees en Wesel was dermate groot, dat men vertrok zonder bevelen van de Graaf af te wachten, en na een mars langs de Rijn sloegen ze hun kamp op tegenover dat van de Geldersen. Dit leger bestond voornamelijk uit burgers. Het Kleefse leger bestond uit beroepssoldaten en besloot om 's nachts het kamp van de tegenstanders te overvallen, en stak met 3000 soldaten de Rijn over naar de Pleij. De overtocht werd opgemerkt en de verdediging stond paraat. 
Een groep van circa 80 beroepssoldaten hadden zich in een hinderlaag gelegd en vielen de Gelderse soldaten nu van achter en opzij aan. Nadat ook de troepen uit Kleef waren gearriveerd en zich mengde in de strijd was zege voor Kleef. De Gelderse manschappen vluchtten met achterlating van alle kanonnen, ongeveer 500 doden en circa 500 gewonden. Ook de Huissense schuttersgilde St. Gangulphus heeft zich gemengd in het ontzet van Huissen.

## Nasleep en vervolg
Na het ontzet van Huissen hebben woedende Huissenaren het kasteel in Keppel bestormd. Want daar bevond zich de gelderse veldheer  Friedrich van Boerst, die met zijn manschappen gevangengenomen werd. De inwoners van (het Gelderse) Zutphen werden daarna ingezet om het kasteel weer te ontzetten. Als reactie hier weer op kwamen de soldaten uit Emmerik de Huissenaren te hulp. Er ontbrandde een verschrikkelijke strijd die resulteerde in de gevangenneming van 150 ruiters en 500 soldaten door de Emmerikse soldaten. Daarna werden door hen dorpen als Elden, Ulft en Randwijk geplunderd.
Huissen (1502) · Arnhem (1505) · Oldenzaal (1510) · IJsselstein (1511) · Venlo (1511) · Arnhem (1514) · Groningen (1514) · Zaltbommel (1515) · Sneek (1517) · Medemblik (1517) · Hasselt · Nijenbrugge · Steenwijk (1523) · Sloten (1523) · Zwolle (1524) · Utrecht · 's-Gravenhage (1528) · Harderwijk (1528) · Tiel (1528) · Heiligerlee (1536) · Sittard · Düren · Amersfoort (1543)· Gulik (1543) · Venlo (1543)